# Wilhelm Abel
Wilhelm Abel, född 25 augusti 1904 i Bütow, död 27 april 1985 i Göttingen, var en tysk agrar- och ekonomhistoriker.
Abel var professor i agrarpolitik vid universitetet i Göttingen 1949–1964, och blev därefter direktör för Institut für Wirtschafts- und Sozialgeschichte der Universität Göttingen. Abel blev en av de första historiker som analyserade problemet och konsekvenserna av den senmedeltida agrarkrisen. År 1966 invaldes han som ledamot av Akademie der Wissenschaften zu Göttingen.